# L’Îlot Frégate
L’Îlot Frégate (także: Ilot Frégates) – grupa dwóch granitowych wysepek (większa o wymariarach ok. 200×95 m, mniejsza – ok. 90×70 m), położona 2 km na południowy zachód od wyspy Fregate.